# حارة الاحقاب - عصر (صنعاء)
حارة الاحقاب - عصر هي إحدى حارات حي معين بمديرية معين إحد مديريات العاصمة اليمنية صنعاء، بلغ تعداد سكانها 583 نسمة حسب تعداد اليمن لعام 2004.